# Copper Center
Copper Center és una concentració de població designada pel cens dels Estats Units a l'estat d'Alaska. Segons el cens del 2000 tenia 362 habitants.

## Demografia
Segons el cens del 2000, Copper Center tenia 362 habitants, 132 habitatges, i 88 famílies La densitat de població era de 10,2 habitants/km².
Dels 132 habitatges en un 40,2% hi vivien nens de menys de 18 anys, en un 37,1% hi vivien parelles casades, en un 19,7% dones solteres, i en un 33,3% no eren unitats familiars. En el 28,8% dels habitatges hi vivien persones soles el 7,6% de les quals corresponia a persones de 65 anys o més que vivien soles. El nombre mitjà de persones vivint en cada habitatge era de 2,74 i el nombre mitjà de persones que vivien en cada família era de 3,39.
Per edats la població es repartia de la següent manera: un 38,7% tenia menys de 18 anys, un 7,2% entre 18 i 24, un 22,7% entre 25 i 44, un 23,2% de 45 a 60 i un 8,3% 65 anys o més.
L'edat mediana era de 31 anys. Per cada 100 dones hi havia 106,9 homes. Per cada 100 dones de 18 o més anys hi havia 109,4 homes.
La renda mediana per habitatge era de 32.188 $ i la renda mediana per família de 42.500 $. Els homes tenien una renda mediana de 46.250 $ mentre que les dones 22.083 $. La renda per capita de la població era de 15.152 $. Aproximadament el 18,5% de les famílies i el 18,8% de la població estaven per davall del llindar de pobresa.

## Poblacions més properes
El següent diagrama mostra les poblacions més properes.